# Alain Kirili
Alain Kirili (París, 29 de agosto de 1946-Nueva York, 19 de mayo de 2021) fue un escultor contemporáneo francés.

## Datos biográficos
Se interesó por la escultura cuando tenía diecinueve años, tras ver las obras del estadounidense David Smith en el museo Rodin. Ese mismo año viajó a Estados Unidos y visitó diferentes museos, desarrollando una inclinación por el expresionismo abstracto. Otro artista que lo influyó fue el suizo Alberto Giacometti.
Alumno de la academia de arte chino (1965) en París, viajó por el extremo oriente de 1978 a 1983 y se instaló en Nueva York en 1982.
En 1985, se le encargó organizar el espacio "sculptures" del Jardín de las Tullerías en París . Instaló un conjunto de 17 piezas geométricas de hierro pintadas de blanco y titulado Grand Commandement blanc (Gran Mandamiento blanco).
Falleció en Nueva York el 19 de mayo de 2021 debido a una leucemia.